# حموده عبد العاطي
حموده عبد العاطي (1 أبريل 1928-1 سبتمبر 1976) هو دعوي إسلامي مصري.

## حياته ونشأته
أحد خريجي الأزهر الشريف. ولد في الأول من أبريل عام 1928. تخرج في الأزهر وحصل على الشهادة العالية (ما يعادل البكالوريوس) في العام 1954 انتقل في اثرها إلى جامعة مكجيل للحصول على درجة الماجستير في الدراسات الإسلامية وحصل عليها بالفعل في العام 1957. درس في جامعة ألبرتا في كندا خلال الفترة من 1961 إلى 1963. ثم حصل على الدكتوراه في علم الاجتماع من جامعة برينستون في 1971. كان يجيد الإنجليزية، الأمر الذي جعله رائدا في الدعوة الإسلامية في أمريكا الشمالية. كتب العديد من المقالات وكتابين (بالإنجليزية) أحدهما هو الإسلام في البؤرة (بالإنجليزية: Islam in focus)‏ والآخر هو هيكل الأسرة في الإسلام(بالإنجليزية: Family structure in Islam)‏. توفي في سبتمبر من العام 1976.